# Даун Андер Классик
Даун Андер Классик (англ. Down Under Classic) — велогонка-критериум, с 2006 года ежегодно проводящаяся в Австралии вокруг городского парка Аделаиды. Событие проходит вечером за день до старта Тура Даун Андер — первой гонки сезона из серии Мирового тура UCI, также проводящейся в Южной Австралии. Организаторы у гонок одни и те же. Маршрут критериума состоит из 30 кругов длиной 1,7 км.

## Призёры
| Год                     | Победитель       | Второй                | Третий               |
| ----------------------- | ---------------- | --------------------- | -------------------- |
| Down Under Classic      |                  |                       |                      |
| 2006                    | Робби Макьюэн    | Даниеле Колли         | Симоне Кадамуро      |
| 2007                    | Марк Реншоу      | Хилтон Кларк          | Саймон Кларк         |
| 2008                    | Андре Грайпель   | Марк Реншоу           | Робби Макьюэн        |
| 2009                    | Робби Макьюэн    | Вим Струтинга         | Грэм Браун           |
| 2010                    | Грег Хендерсон   | Кристофер Саттон      | Андре Грайпель       |
| 2011                    | Мэттью Госс      | Марк Реншоу           | Робби Макьюэн        |
| 2012                    | Андре Грайпель   | Эдвальд Боассон Хаген | Хайнрих Хаусслер     |
| People's Choice Classic |                  |                       |                      |
| 2013                    | Андре Грайпель   | Мэттью Госс           | Грег Хендерсон       |
| 2014                    | Марсель Киттель  | Андре Грайпель        | Калеб Юэн            |
| 2015                    | Марсель Киттель  | Хуан Хосе Лобато      | Ваутер Випперт       |
| 2016                    | Калеб Юэн        | Джакомо Ниццоло       | Адам Блайт           |
| 2017                    | Калеб Юэн        | Сэм Беннетт           | Петер Саган          |
| 2018                    | Петер Саган      | Андре Грайпель        | Калеб Юэн            |
| Down Under Classic      |                  |                       |                      |
| 2019                    | Калеб Юэн        | Петер Саган           | Александер Эдмондсон |
| Schwalbe Classic        |                  |                       |                      |
| 2020                    | Калеб Юэн        | Элиа Вивиани          | Симоне Консонни      |
| 2023                    | Калеб Юэн        | Йорди Мёйс            | Кэйден Гровс         |
| 2024                    | Джонатан Нарваэс | Натнаэль Тесфацион    | Исаак Дель Торо      |
| 2025                    | Сэм Уэлсфорд     | Анри Улиг             | Мэтью Бреннан        |